# Kevin Meyer
Kevin Meyer (Greeley, ...) è uno sceneggiatore e regista statunitense.
È noto per film come A Smile Like Yours e Perfect Alibi.

## Biografia
Meyer ha frequentato la USC School of Cinematic Arts; successivamente, dopo l'incontro con Jeff Burr, egli ha diretto con quest'ultimo la sceneggiatura del loro primo film, Divided We Fall, considerato uno dei film più decorati della storia del cinema USC. Dal 1997 non lavora più nel mondo del cinema; vive a Studio City. Ha anche scritto, prodotto e diretto una serie di brevi documentari per il National Museum of the United States Army.

## Filmografia

### Sceneggiatore
- Divided We Fall (1982)
- Oklahoma Passage (1989) (mini-serie TV)
- Across Five Aprils (1990)
- Invasion of Privacy (1992) (film TV)
- Under Investigation (1993) (film TV)
- Alibi perfetto (Perfect Alibi) (1995)
- Un sorriso come il tuo (A Smile Like Yours) (1997)

### Regista
- Divided We Fall (1982)
- Across Five Aprils (1990)
- Invasion of Privacy (1992) (film TV)
- Under Investigation (1993) (film TV)
- Alibi perfetto (Perfect Alibi) (1995)

## Riconoscimenti
Con Divided We Fall, Meyer ha vinto quattordici premi del festival cinematografico. Successivamente, il regista ha ricevuto un premio in bronzo dal World Fest di Houston nel 1990 e un premio Western Heritage nel 1994 per Across Five Aprils.